# Žalm 140
Žalm 140 („Vysvoboď mě, Hospodine, od člověka zlého“) je biblický žalm. V překladech, které číslují podle Septuaginty, se jedná o 139. žalm. Žalm je nadepsán takto: „Pro předního zpěváka. Žalm Davidův.“ Podle některých vykladačů toto nadepsání znamená, že žalm byl určen k tomu, aby jej při určitých příležitostech odzpívával zkušený zpěvák za přítomnosti krále z Davidova rodu. Tradiční židovský výklad naproti tomu považuje žalmy, které jsou označeny Davidovým jménem, za ty, které napsal přímo král David.